# Wapen van Sittard
Het wapen van Sittard werd voor het eerst op 20 oktober 1819 officieel door de Hoge Raad van Adel bij de Nederlands Limburgse gemeente Sittard in gebruik erkend. Dit houdt in dat de gemeente het wapen al voor de erkenning door de Hoge Raad van Adel in gebruik had. Op 23 augustus 1982 kreeg de gemeente Sittard per Koninklijk Besluit een nieuw wapen toegekend.

## Blazoenering

### Eerste wapen
De blazoenering van het eerste wapen luidt als volgt:
Van lazuur, beladen met acht slangenkoppen van goud. Het schild gedekt met een kroon van goud.
Het wapen is blauw van kleur met daarop acht slangenkoppen. Niet beschreven is dat twee slangenkoppen met elkaar verbonden zijn en elkaar aankijken. Op deze manier vormen de slangen een kruis waarvan de uiteinden naar elkaar toe krullen. Niet als zodanig vermeld is het wapen gedekt met een markiezenkroon.

### Tweede wapen
De blazoenering van het tweede wapen luidt als volgt:
In goud een krulkruis van sabel; in een schildvoet van keel drie kepers van goud. Het schild gedekt met een gouden kroon van vijf bladeren.
Het wapen is van goud met daarop een zwart kruis waarvan de uiteinden van de armen naar elkaar krullen. De voet van het schild is rood van kleur met daarop drie gouden kepers. Op het schild een markiezenkroon.

## Geschiedenis
Over de juistheid van het eerste wapen werd getwijfeld, omdat zegels van de schepenbank uit de 13e eeuw een ankerkruis, of vergelijkbare vorm, vertonen in plaats van de slangenkoppen. Volgens Hartemink betreft het een krulkruis met erachter Petrus. In 1321 en 1664 zou er gezegeld zijn met zegels waarop alleen het kruis afgebeeld is. In 1734 wordt een vergelijkbaar wapen gebruikt zoals Sittard als eerste toegewezen kreeg door de Hoge Raad van Adel. Echter, op dit zegel vormden de naar elkaar kijkende koppen het kruis, in plaats van de tussenruimtes tussen de koppen die van elkaar af kijken.
De kleuren van het wapen zijn bij het eerste wapen afgeleid van het rijkswapen, omdat de burgemeester geen kleuren had opgegeven. Bij het tweede wapen betreft het de kleuren van Gulik. Sittard behoorde tot Gulik tussen 1400 en 1794. Het tweede wapen werd toegekend naar aanleiding van een fusie tussen de gemeenten Sittard, Limbricht en Munstergeleen. Broeksittard was reeds in 1942 door Sittard geannexeerd.

## Overeenkomstige wapens

Elsloo uit het Wapenboek Beyeren
Het wapen van de zelfstandige gemeente Elsloo (1888-1982)
Het wapen van Limbricht
Het wapen van Munstergeleen
Het wapen van Broeksittard
Wapen van de Basiliek van Onze Lieve Vrouw van het Heilig Hart